# Centenera de Andaluz
Centenera de Andaluz è un comune spagnolo di 26 abitanti situato nella comunità autonoma di Castiglia e León, in provincia di Soria.